# Якименко Прокіп Никифорович
Прокіп Никифорович Якименко (12 березня 1882, с. Демовщина Ржищевського повіту Київської губернії — 27 вересня 1966, Дніпропетровськ, Україна) — член товариства «Просвіта» у Катеринославі з 23 лютого 1914, УСДРП.

## Життєпис
Отримав початкову освіту, але багато здобув самотужки. Був підмайстром у Миколи Мурашка, який працював над іконостасом Володимирського собору в Києві (внутрішні настінні розписи якого закінчено 1896).

### Переїзд до Санкт-Петербурга

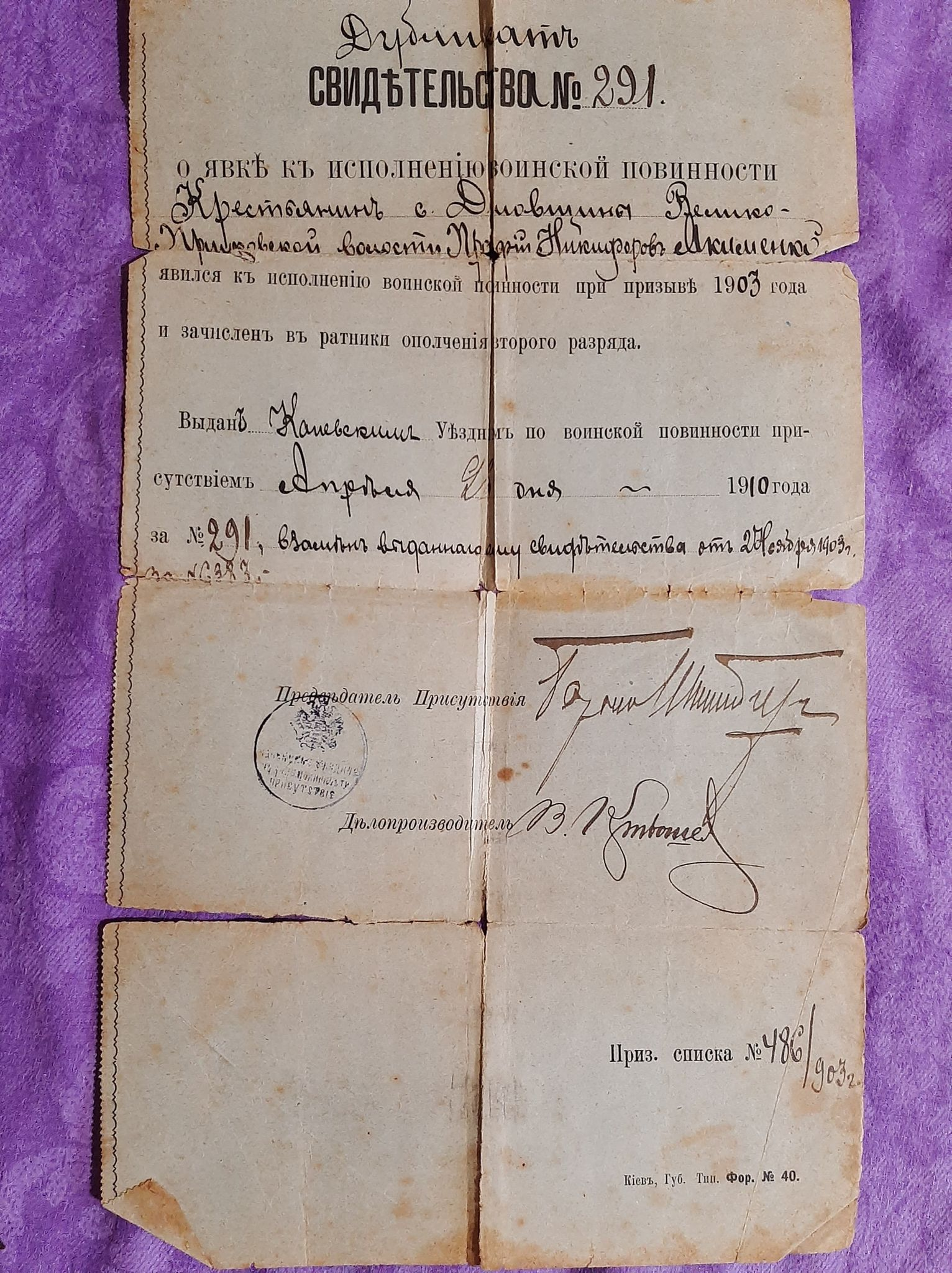
Військовий квиток, 1910 рік

З Києва переїхав до Санкт-Петербурга, де працював теслею на фабриці з виготовлення фортепіано і роялів. Переслідувався під час революції 1905. Начебто сидів в одній камері з Львом Троцьким (останній був під арештом у Санкт-Петербурзі з грудня 1905 по жовтень 1906). Якименко висланий зі столиці в Молдавію (Балта?).

### Діяльність в Катеринославській «Просвіті»
Після заслання йому заборонено жити в столицях і він обрав Катеринослав, де з'явився не пізніше 1909. Одразу включився в життя місцевої «Просвіти». Збереглося фото Якименка в одній з ролей в козацькому вбранні — можливо, у виставі «Сава Чалий».

### Родина

Прокіп Якименко з дружиною Мотрею.

У 1910 році одружився з Мотрею Петрівною Магро (1884–1965), уродженкою с. Чернеччина на Катеринославщині. Донька грека Петроса Магроса, який воював і втратив ногу в Кримській війні 1853-1856 років. Після чого отримав від царя Олександра II громадянство і наділ землі в селі Чернеччина Катеринославської губернії.
Виховували двох синів — Василя (1913 - 1992) і Лева (1915 - 1991). Василь у 1942 вивезений до Німеччини, після війни переїхав до США (Клівленд), лікар за фахом. Там і помер. Син Василя Анатоль Якименко отримав освіту, довго жив в Іспанії, а потім повернувся до Клівленда. Лев працював в обласній Дніпровській філармонії настроювачем музичних інструментів і був одружений з Маргаритою Іллівною Мінаковою (1925-2003) – правнучкою купця 1 гільдії, міського голови Катеринослава (1863-1876) Дея Михайловича Мінакова. Старший син Лева – Всеволод Львович Якименко (1945 р.н.) – заслужений артист РСФСР (1983), артист оркестру, концертмейстер віолончелей Великого Театру Москви (1982-2019). Молодший син - Ігор Львович Якименко (1962 р.н.) – відомий гравець дніпропетровської команди «Що? Де? Коли?» (команда Антоненко), надалі продюсер цієї програми на ОРТ, засновник ТРК «Якименко», ведучий та засновник програми «Довгань шоу». Онук (син Ксенії Львівни Якименко) - Дмитро Валерійович Москаленко – дніпровський спортивний журналіст.

### Членство в УСДРП
Якименко був членом підпільної УСДРП. Його прізвище фігурує в архівах губернського жандармського управління.
1 листопада 1915 агент охранки під псевдонімом «Покровський» інформував, що Якименко є скарбником організації, жандарми дали йому «кличку наружного наблюдения» — «Усач».

### Життя за більшовицької окупації України
У голодному 1921 Якименки виїхали на Приорілля на батьківщину Мотрі. У 1925 родина повернулася до Катеринослава. Жили на вул. Колодязній, 2. Після війни Якименко працював музичним майстром в облфілармонії, ремонтував музичні інструменти, працював червонодеревником. Близько 1954–1956 вийшов на пенсію. Виготовляв бандури. Був знайомий з Дмитром Яворницьким, як тесля лагодив йому веранду і ґанок. Олійні портрети Якименка, які зберігаються в його родині, написали дніпропетровські художники Йосип Білополий та В'ячеслав Ховаєв (обидва — 1958).